# Flegeljahre (Jean Paul)

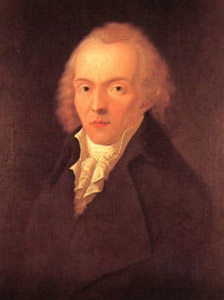
Jean Paul
- 1763 † 1825

Flegeljahre ist ein Roman von Jean Paul, der 1804 und 1805 bei Cotta in Tübingen erschien.
Der Roman, aus vier Bändchen bestehend, liegt als Fragment vor. Darin wird über die Zwillingsbrüder Walt und Vult – zwei darbende Musen- und Schulzen-Söhne – und auch über Bürger sowie Adlige in den 90er-Jahren des 18. Jahrhunderts in Franken und Umgebung erzählt.
Eine Zahl in runden Klammern verweist auf die Seite in der Quelle oder in der Literaturstelle.

## Inhalt

### Der Gesamt-Erbe
Der vermögende Herr Van der Kabel aus Haßlau hat das Zeitliche gesegnet. Sieben Bürger, die meinen, sie könnten den teuren Toten beerben, erscheinen zur Testamentseröffnung. Als ihnen bedeutet wird, sie erben zunächst nichts und ein Grünschnabel, einer der Söhne des Dorfschulzen von Elterlein (nicht das Bergstädtlein Elterlein nahe beim erzgebirgischen Annaberg) soll der Universalerbe sein, schlägt ihre Hoffnung rasch in Wut um. In einer folgenden Testamentsklausel wird bestimmt, einer der sieben Herren könne ein Haus des Verstorbenen erben. Bedingung: Dieser Erbe muss der Erste sein, der Van der Kabel mindestens eine Träne nachweint. Einer der Kabelschen enterbten Erben bringt die geforderte schwierige Gemütsbewegung zustande und erbt zumindest das Haus. Aber auch dem Grünschnabel, das ist Peter Gottwalt Harnisch – Walt genannt – wird es nicht leicht gemacht. Das verklausulierte Testament fordert, der Bauernsohn aus Elterlein kann das Erbe erst antreten, nachdem er sich als Klavierstimmer, Gärtner, Notarius, Korrektor, Buchhändler, Landschullehrer und Pfarrer bewährt hat. Außerdem muss Walt beweisen, dass er sich mit den sieben Herren Akzessiterben [Nebenerben] vertragen kann, indem er bei jedem eine Woche lang wohnt. Das ist schwierig, denn die meisten der Herren werfen ihrem Brotdieb Walt Knüppel zwischen die Beine. Als Walt schließlich den Beruf des Klavierstimmers ausübt, werden ihm seine zerrissenen Saiten gezählt. Eine verborgene Nebenklausel des Testaments wird wirksam. Die Herren Nebenerben knapsen Walt 32 Beete der Erbäcker ab; für jede Saite ein Beet – sehr zum Ärger von Walts bäuerlich denkendem Vater. Auch als Notar macht Walt juristische Notariats-Schnitzer. Er muss sich vorsehen, bereits 32 Beete hat er mit dem Stimmhammer weggeschlagen. Das geht so weiter mit Walts Wald. Wieder unter dem Vorwand nicht erfüllter Testamentsbedingungen lassen die Nebenerben einfach stattliche Bäume fällen. Walt nimmt das alles gelassen hin; nicht aber der völlig auf Besitz orientierte Vater.
Der Lebenswandel des potentiellen Erben Walt muss ohne Makel sein. Nach Ehebruch (Walt ist Junggeselle) und Sitzen im Kerker drohen Restriktionen. Hingegen Liegen auf dem Kranken- und Totenbette ist gestattet.
Walt mutmaßt: Vielleicht verdanke ich der Dichtkunst die Erbschaft (72).
Ob Walt, der mutmaßliche Gesamt-Erbe der Van der Kabelschen Erbschaft, nun erbt und was er erbt, erfährt der Leser aus dem Romanfragment nicht.

### Der Gesamt-Roman
Walt ist meist – mit Ausnahme der Hungerjahre auf Leipzigs Schulen – in seinem Geburtsörtlein  bei den Eltern geblieben, hat gedichtet und sieht sich still als einen zweiten Petrarca. Walts Zwillingsbruder Vult, eigentlich heißt dieser Quod Deus vult – was Gott will, zog jahrelang durch die Welt und verdiente seinen Lebensunterhalt als Flötenvirtuose Van der Harnisch. Die Einnahmen aus den Auftritten in fast ganz Europa hatten aber nie zur Unterstützung der ärmlich lebenden Eltern gereicht. Vult, zwar zum Geschäftsmann geboren (496), flötete, doch das Geld ging auch flöten (95). Er kehrt nach vierzehneinhalb Jahren heim, um in Haßlau ein Konzert zu geben und um Eltern und Geschwister inkognito zu sehen, gerade als Walt, um eine Testamentsbedingung zu erfüllen, das diffizile Examen zum Notarius ablegt. Der Vater, Schultheiß Harnisch, der den Flötenpfeifer seinerzeit gleichsam aus dem Hause geprügelt hatte, will den verlorenen Sohn nicht mehr kennen.
Die Brüder umarmen sich, nachdem sie sich erkannt haben und weinen lange. Beide sind Autoren. Vult, ein rechter Weltluchs, wird nicht nur als Solist, sondern auch als Satiriker und Verfasser der Grönländischen Prozesse vorgestellt. Über den ganzen Roman hinweg schreiben die Brüder, mitunter bis tief in die Nacht, an einem Doppel-Roman, endgültig betitelt mit Hoppelpoppel oder das Herz. Zuvor war der Titel Flegeljahre für das gemeinsame Projekt im Gespräch gewesen. Vult webt den Roman mitten unter den Instrumenten weiter (152) und nimmt die Arbeit am Manuskript nicht so ernst. Vult schreibt an Walt: Künftig arbeit' ich viel fleißiger; denn wirklich tu' ich für unsern Gesamt-Roman zu wenig, besonders da ich gar nichts dafür tue (404).
Die Brüder ziehen zusammen, bewohnen wegen des halbierten Mietzinses ein Quartier wie ein Vögelpaar ein Nest. In dem Simultaneum sind die Autoren lediglich durch eine spanische Wand getrennt. Manchmal schaut einer der beiden Autoren dem anderen über die Scheidewand beim Schreiben zu. In ihrem Doppel-Käfig arbeiten die Brüder am Hoppelpoppel Tag und Nacht, weil gerade Winter ist – die beste Lettern-Zeit. Um Licht zu ersparen werden weitläufigere Gespräche und Flötenspiel auf die Dämmerung verschoben. Walt freut sich über die Länge der Abenddämmerung sowie des gestirnten Morgens (485). Er verzehrt sein Brot und sagt sich: Der ganze Hof ißt doch jetzt auch Brot wie ich (486).
Das fertige Manuskript geht an den Magister Dyk in Leipzig zum Verlage und kommt postwendend zurück. Peter Hammer, der nächste Verleger, kann in Köln nicht aufgefunden werden. Dann schickt man das Werk ohne Erfolg an Hrn. Merkel in Berlin, den Brief- und Schriftsteller, damit er das Buch einem Gelehrten, Hrn. Nicolai, empfähle. Darauf wird der Roman an Hrn. von Trattner nach Wien geschickt, weil man dahin, sagt Vult, nur halb frankieren dürfe.
Sowohl die Erbschafts- als auch die unten skizzierte Liebesgeschichte werden zum Leidwesen des Lesers in dem Roman-Fragment nicht „akzeptabel“ beendet. Auch bleibt offen, ob sich ein Verleger des Hoppelpoppel-Manuskripts erbarmt hat. Doch wenigstens die Zwillinge gehen am Roman-Ende in einer glaubhaften Szene auseinander, d. h. Walt bleibt in Haslau und Vult zieht, die Flöte blasend, in die freie Welt hinaus, aus der er – zwischendurch sogar in Paris und Warschau konzertierend – am Roman-Anfang gekommen ist. Vor seinem melodiösen Abgang sagt Vult noch zu Walt: Ich lasse Dich, wie Du warst, und gehe, wie ich kam (563). Gehabe Dich wohl, Du bist nicht zu ändern, ich nicht zu bessern (565). Damit ist alles ausgesprochen.

### Wina
Walt liebt eine Polin, das Fräulein Wina, die ruhige Jungfrau (554), Tochter des Generals Zablocki und Braut Graf Klothars. Wina bedeutet Siegerin (291). Der General hat ein Rittergut in Walts Heimatort. Wina ist Katholikin und Walt Lutheraner (288).
Wie es der Zufall will, findet Walt auf seinem Wege einen verlornen Brief an Klothar. Darin gibt Wina dem Grafen den Laufpass. Der Finder ist guten Mutes. Der General beschäftigt Walt zuweilen mit dem Kopieren schlüpfriger Papiere. Jean Paul bezeichnet Walt als den erotischen Sekretär des Generals. Jedenfalls trifft Walt die weiße schlanke Wina. Als Walt die Jungfrau erblickt, sagt die Gewalt über der Erde: Sie sei seine erste und letzte Liebe, leid' er, wie er will! (206) Die schüchterne Annäherung des jungen Dichters an das schöne junge Mädchen wird aus der Sicht des jugendlichen Liebhabers beschrieben. Wina, besonnen, ist nicht abgeneigt und spaziert bei Abwesenheit ihres Vaters mit Walt durch ihren mondbeschienenen Garten. Eine Anstandsdame darf nicht fehlen. Am Morgen des Tages, an dem er Wina, die Menschen-Blume, wieder treffen wird, springt Walt so innig-vergnügt aus dem Bette, als wär's ein Brauttag. Wina bewirft Walt bei der nächsten Begegnung mit einem Blumenblicke, dem er zu lange nachträumt. Winas Blick entzündet in ihm einen feurigen Herzschlag. Walt steht schon auf dem elektrischen Isolier-Schemel der ersten Liebe und blitzt (292). Wina zittert, er zittert und streckt die Arme nicht mehr nach dem Himmel allein aus, sondern nach dem Schönsten, was die Erde hat (383).
Als Wina dem Vater auf eine Reise folgen muss, verreist Walt auch. Seine Hauptabsicht war, den Namen der Stadt gar nicht zu wissen, der er etwa unterwegs aufstieß, desgleichen der Dörfer (308).
Als Walt ein letztes Mal für den General als Kopist tätig ist, begrüßt ihn Wina leise: Ging es Ihnen wohl, Herr Harnisch? Wina hat eine Bitte. Walt gewährt sie: Am Neujahrsmorgen soll ein Flötensolo für eine Freundin Winas geblasen werden, und Wina möchte einen von Walts vertonten Streckversen mit ihrer köstlichen kunstgerechten Singstimme begleiten. Wina wirft Walt einen Flugblick voll Weltall zu, und der Empfänger schwimmt vor ihr in Liebe und Wonne. Vult empfindet besonders bei der Vorbereitung von geselligen Festen schmerzlich den Druck einer niedrigen Abstammung. Trotzdem ist der Flötenist nun entschlossen, in der Neujahrs-Nacht auf Winas Herz seine feindliche Landung – mit der Flöte in der Hand – zu machen (534). Der Auftritt wird ein Erfolg. Vult fordert bei der Gelegenheit Winas Liebes-Ja. Der Herzensbrecher erhält seinen refus [Absage] und erkennt Gott verdamme, er [der Bruder Walt] liebt Wina!
Im Roman-Fragment bricht die über den Text verstreute Serie der Begegnungen Walts mit der schönen Wina Zablocki nach dem Larven-Tanz (551), einem Maskenball, abrupt ab. Walt geht als Bergknappe zu dem Ball und trifft Wina als eine einfache Nonne mit einer Halbmaske und einem duftenden Aurikelstrauß: Plötzlich sieht er die Halbmaske, nämlich das Halbgesicht der Nonne recht an; an der feinen, aber kecken Linie der Rosenlippen und am Kinn voll Entschiedenheit erkennt er plötzlich Wina, welche bloß aus dem Dunkel mit sanften Augen-Sternen blickt (553). Die Liebenden sehen einander hinter den dunklen Larven an, gleichsam die Sterne in einer Sonnenfinsternis, und jede Seele sieht die andere weit entfernt, und will darum deutlicher sein (554). Zum ersten Mal berührt Walt Winas Rücken und schaut ihr lebenatmendes Gesicht an. Walt kann nicht tanzen, legt trotzdem mit Wina seinen eckigen Walzer aufs Parkett und bittet um den nächsten Tanz, damit er Wina recht lange nahe sein kann. Die Schöne sagt leise Ja! und hebt die ruhigen vollen Augen zu Walt empor. In einem Nebengelass lässt sich Walt unerklärlicherweise mit dem Bruder auf einen Larventausch ein. Nun spielt Vult vor der erstaunten Wina überzeugend seinen Bruder Walt. Wina lässt sich täuschen. Wieder fordert der Weltmann Vult ihr Liebes-Ja, erhält es, lacht Walt aus, tanzt zu Ende und verschwindet aus dem fortjauchzenden Kreise.
Der Leser erfährt weiter nichts über den Fortgang der Liebesgeschichte.

## Struktur
In den Genuss stringenter Handlung kommt der Leser besonders am Anfang sowie am Ende des Textes. Die Erbschaft, der Doppel-Roman und die Liebesgeschichte sind drei handfeste Konstituenten der Romanhandlung. Solche Systematisierungsbemühungen treffen nicht ins Schwarze. Ist doch der umfängliche Text eine hochkompliziertes Mosaik aus hunderten von Steinchen.
Zwar wird die Erbschaft am Romananfang hervorgehoben und es scheint, diese Geschichte kurbele die Handlung an. Doch mit der Zeit verliert der Leser die Erbschaft aus den Augen. Erst am Ende, im vierten Bändchen, kommt der Autor wieder darauf zurück, aber eigentlich auch nur flüchtig. Ähnlich verhält es sich mit dem Doppel-Roman Hoppelpoppel. Die Bezüge darauf erscheinen im Text als lapidare Einlagen. An intellektuellem Geplauder über ein Roman-Manuskript haben Autoren unter den Lesern gewiss ihren Spaß. Und schließlich die Liebesgeschichte zwischen der schönen Wina und Walt – zu der muss sich der Leser geradezu durchbeißen.

## Polymeter
Polymeter (viele Maße) oder auch Streckvers nennt Jean Paul die rhythmische Prosa, die sein Poet Walt im Poeten-Winkel eines Haslauer Blattes publiziert. Als Wina für Walt seinen Streckvers Das Maiblümchen rezitiert, weint der Dichter und die Rezitatorin weint mit, ohne es zu merken:
Weißes Glöckchen mit dem gelben Klöppel, warum senkst du dich? Ist es Scham, weil du, bleich wie Schnee, früher die Erde durchbrichst als die großen stolzen Farbenflammen der Tulpen und der Rosen? – Oder senkst du dein weißes Herz vor dem gewaltigen Himmel, der die neue Erde auf der alten erschafft, oder vor dem stürmenden Mai? … (518)

## Humor
- Sonntag eines Dichters: Walt verrichtete sein Morgengebet, worin er Gott für seine Zukunft dankte. Er begann nun den Doppelroman (120).
- Gleicherweise kegle ich auch in Briefen mit einem sehr eingezogenen Bischof; wir schreiben uns, wieviel Holz jeder gemacht; der andere stellt und legte seine Kegel genau nach dem Briefe und schiebt dann seinerseits (135).
- Walt erhält eine mündliche Einladungskarte (172) zum Diner.
- Walt findet in der Laube ein Strumpfband mit dem Namen von Winas Freundin darauf gestickt. Der einfältige junge Mann hält es für ein Armband und gibt es der Verliererin mit den Worten ein schönes Band der Liebe (283) zurück.
- General Zablocki richtet heftige Worte an Bediente. Wina übersetzt wie eine Äolsharfe den Sturmwind aus dem Polnischen (363).
- …daß das deutsche Publikum von seinen Autoren, wie das englische von seinen Bären, wünscht, sie nicht nur tanzen, sondern auch gehetzt zu sehen (389).
- Jean Paul geißelt die Raubdrucker in Wien und Köln, indem er die schreibenden Zwillinge das Manuskript Hoppelpoppel naiv nach Wien und Köln absenden lässt.
  - Der Nachdrucker Herr von Trattner erwidert aus Österreich, er drucke selten etwas, was nicht schon gedruckt sei.
  - Der Kölner Post ist ein Peter Hammer nicht bekannt – kein Wunder, handelt es sich um den ältesten virtuellen Verlag der Raubdrucker.

## Spaß
- Die Rede ist vom Doktorhut des Dr. Hut (297).
- Der innere Mensch kann in 14 Tagen zu einem großen Manne aufgefüttert werden, ähnlich wie eine Gans, schwebend gehangen, die Augen verbunden, die Ohren verstopft, durch Nähren in nicht längerer Zeit so weit zu bringen und zu mästen, daß die Leber vier Pfund wiegt (391).
- Ein bekannter Autor ist bescheiden; das ist aber eben sein Unglück, daß niemand weiß, wie bescheiden man ist, da man von sich nicht sprechen und es sagen kann (393).
- Im Winter, mein Günther, so drischt man das Korn;
wenn's kalt ist, nicht alt bist, nur tapfer gefror'n? (478)

## Zitate
- Rechts und links standen die Wiesen, die wallenden Felder und der Sommer (130).
- Die Sonne geht vor Schlachtfeldern voll Helden – vor dem Garten der Brautleute – vor dem Bette eines Sterbenden zugleich auf (217).
- Wir sind ja alle einzelne (218).
- Jede Ferne macht schöner (220).
- Ach wer kann denn sagen im vielfach verworrenen Leben: ich bin rein (264).
- Dem Dichter glänzet die ganze Welt (282).
- Die Ewigkeit ist ganz so groß als die Unermeßlichkeit; wir Flüchtlinge in beiden haben daher für beide nur ein kleines Wort: Zeit-Raum (310).
- Alle Wesen müssen am Ende träumen (373).
- Gott träumet nicht (374).
- Der Mensch muß aus Mangel [an] äußerer Schöpfung zu innerer greifen (480).
- Die höchste Entzückung macht ernst wie ein Schmerz (490).

## Sentiment
- Die Unterlippe des bestürzten Notars zog ein heißer schwerer Liebesschmerz tief herunter (265).
- Walt setzte sich nieder, stützte den Kopf auf die Hand, die seine Augen zudeckte, und hatte einen langen reinen Schmerz (274).
- Der Mond scheint auf eine ganz blaue Laube, aus lauter blauen Blumen gewebt. Blauer Enzian – blaue Sternblumen – blauer Ehrenpreis – blaue Waldreben vergitterten sich zu einem kleinen Himmel (373).

## Selbstzeugnisse
- Nach Günter de Bruyn (260) hat Jean Paul die Flegeljahre als das Werk gepriesen, worin er recht eigentlich wohne.
- Gert Ueding (144) zitiert zwei Notizen Jean Pauls zur Schreibabsicht in den Flegeljahren:
  - Liebe und Poesie im Kampf mit der Wirklichkeit (nach Gustav Lohmann).
  - Erzähle, wie Du Dich in den Flegeljahren als Vult und Walt darstellen wolltest (nach Christian Otto (ein Freund Jean Pauls) und nach Ernst Förster).

## Rezeption
- Sprengel (56) zitiert eine Rezension der Flegeljahre aus ihrem Erscheinungsjahr 1804, die er Karl Leopold Heinrich Reinhardt zuschreibt: Welch ein Chaos von reifen und unreifen Kenntnissen, – von Brocken aus allen Fächern der Gelehrsamkeit, … von echtwitzigen … und platten Einfällen – von erhabenen, tiefgedachten und seichten, falschen Gedanken – von schönen und zarten, – kränklichen und überspannten Gefühlen – überhaupt von Trefflichkeiten und Bizarrerieen jeder Gattung in den Schriften dieses genialen, originellen Schriftstellers!!
- Sprengel (197) zitiert eine Rezension der Flegeljahre von Karl Christian Planck aus dem Jahr 1867. Der Rezensent geht auf die Dreiecksbeziehung Walt-Wina-Vult ein.
- Karl Wolfskehl stuft 1927 die Flegeljahre als Jean Pauls vollendetste Dichtung ein (zitiert bei Sprengel (246)).
- Nach Schulz (367) wird in den Flegeljahren ein Stück deutscher Wirklichkeit an der Schwelle zum industriellen Zeitalter eingefangen.
- Ortheil hebt den Humor in den Flegeljahren hervor.
- Berhorst geht auf die Lesarten der Flegeljahre während der Rezeptionsgeschichte ein und fügt eine eigene bei.

## Quelle
Jean Paul: Flegeljahre. Reclam Stuttgart 1970, 583 Seiten.